# Ferdinand Friedrich Weichsel
Ferdinand Friedrich Weichsel – niemiecki prawnik i polityk XIX wieku. Mieszkał w Magdeburgu, był członkiem organizacji Preußischen Zweiten Kammer (niem: Druga Izba Pruska).

## Twórczość
- Der Ziegler'sche Prozeß. Verhandlungen in der Untersuchungssache wider den Ober-Bürgermeister Ziegler vor dem Schwurgerichte zu Brandenburg. Magdeburg: Dänsch 1850 XII, 76 S. 8º